# Amor a la mexicana (canción)
«Amor a la mexicana» es una canción interpretada por la cantante mexicana Thalía, incluida en su quinto álbum de estudio del mismo nombre y publicada como el primer sencillo del álbum en 1997. Fue escrita por Mario Puparro y producido por Emilio Estefan.
Si bien es una canción de pop latino, contiene muchos matices propios de la región mexicana, ya que incluye en dicha mezcla musical principalmente a dos ritmos, cumbia y mariachi, con instrumentos como guitarras y trompetas. Es considerada una de las canciones insignia de Thalía y un clásico de la música latina. También se le cataloga como uno de los temas que más identifica a la cantante, entre otros a «Piel morena» (1995), «Gracias a Dios» (1996), «Mujer latina» (1998) y «Entre el mar y una estrella» (2000).
El video musical original fue dirigido por Benny Corral. La vestimenta que Thalía utiliza en él corresponde a un atuendo modernizado y mezclado con otras tendencias de los originales trajes típicos de México.

## Versiones
Hasta el momento en toda la discografía de Thalía se han lanzado 11 versiones de dicho sencillo, las más populares son:
1. Versión original: Lanzada como sencillo del álbum del mismo nombre. Es la primera versión, con la cual Thalía dio a conocer la canción, obteniendo éxito mundial.
2. Versión "Cuca's Fiesta Mix": Esta versión fue lanzada como sencillo en Europa y el mercado anglo. Puede encontrarse tanto en algunas ediciones del álbum Amor a la mexicana como también en su álbum de remezclas Thalía's Hits Remixed (2003).
3. Versión "Emilio Mix": Lanzada como sencillo promocional de su álbum recopilatorio Thalía con banda: Grandes éxitos (2001), es una nueva versión mucho más enérgica y movida de la canción que, dado el estilo del álbum, contiene ritmo de la música regional mexicana.
4. Versión Unplugged: Incorporada como última canción del "Medley" que Thalía incluyó en su disco acústico Primera fila: Thalía (2009). Aunque este medley no fue lanzado como sencillo, puede apreciarse la actuación en vivo de Thalía en el DVD de dicha producción.

## Videos musicales
«Amor a la mexicana» cuenta con tres videos musicales.
El video musical original fue lanzado en enero de 1997. Fue dirigido por Benny Corral y filmado principalmente en una casa mexicana donde Thalía camina, duerme en varios lugares (una hamaca, una cama grande y una silla) e interactúa con varios accesorios típicamente mexicanos (como un traje y sombrero de charro y varios cactus).
El segundo video fue lanzado en Europa para la remezcla de la canción en 1998 y se le conoce como "European Remix". Presenta a Thalía como vendedora en una parada de camiones en el desierto y mucho baile.
En 2001, Thalía relanzó la canción como sencillo para el álbum recopilatorio Thalía con banda: Grandes éxitos en una nueva versión del género banda. Para esta versión se realizó un tercer video musical que presenta varios elementos tradicionales e icónicos de la cultura mexicana.

## Remixes
1. Amor a la mexicana (Versión del álbum) - 4:25
2. Amor a la mexicana (Versión banda) - 4:01
3. Amor a la mexicana (Emilio Mix) - 4:00
4. Amor a la mexicana (Tequila Radio Edit) - 4:42
5. Amor a la mexicana (Cuca's Fiesta Radio Edit) - 3:50
6. Amor a la mexicana (Fiesta Latina Radio Edit) - 4:02
7. Amor a la mexicana (Tequila Club Mix) - 5:18
8. Amor a la mexicana (Cuca's Fiesta Club Mix) - 6:56
9. Amor a la mexicana (Fiesta Latina Club Mix) - 7:00
10. Amor a la mexicana (Spirit Of J Remix) - 6:42
11. Entre el mar y una estrella/Piel morena/No me enseñaste/Amor a la mexicana (medley de Primera fila: Thalía - en vivo) - 7:48
12. Amor a la mexicana (Viva! Tour - en vivo)

## Posiciones

### Weekly charts
| Chart (1997)                   | Peak Position |
| ------------------------------ | ------------- |
| Bélgica (Ultratop 50 Valonia)  | 9             |
| Francia (SNEP)                 | 11            |
| Italia (FIMI)                  | 18            |
| España (AFYVE)                 | 2             |
| US Hot Latin Songs (Billboard) | 6             |
| US Latin Pop Songs (Billboard) | 2             |

## Certificaciones
| Region                                                                                      | Certification | Certified units/Sales |
| ------------------------------------------------------------------------------------------- | ------------- | --------------------- |
| France (SNEP)                                                                               | Gold          | 250,000*              |
| *sales figures based on certification alone ^shipments figures based on certification alone |               |                       |

## Formatos y lista de canciones
- Amor a la mexicana (sencillo)

1. Amor a la mexicana (Versión original) - 4:25

- Amor a la mexicana (sencillo + entrevista)

1. Amor a la mexicana (Versión original) - 4:25
2. ENTREVISTA
3. PRESENTANDO SUS TEMAS

- Amor a la mexicana (sencillo francés)

1. Amor a la mexicana (Cuca's Fiesta Edit) - 3:50
2. Amor a la mexicana (Versión original) - 4:23

- Amor a la mexicana (Remixes)

1. Amor a la mexicana (Tequila Radio Edit) - 4:42
2. Amor a la mexicana (Cuca's Fiesta Edit) - 3:50
3. Amor a la mexicana (Fiesta Latina Edit) - 4:02
4. Amor a la mexicana (Tequila Club Mix) - 5:18
5. Amor a la mexicana (Cuca's Fiesta Mix) - 6:56
6. Amor a la mexicana (Fiesta Latina Club) - 7:00

- Amor a la mexicana (Versión banda) (sencillo)

1. Amor a la mexicana (Versión banda) - 4:01
2. Amor a la mexicana (Emilio Mix) - 4:00

- Amor a la mexicana (Cuca's Fiesta Edit) (sencillo)

1. Amor a la mexicana (Cuca's Fiesta Edit) - 3:50

- Datos: Q696292